# Georg Grozer senior
Georg Grozer senior (* 14. September 1964 in Budapest) ist ein ehemaliger ungarischer und deutscher Volleyballnationalspieler.
Georg Grozer begann seine Volleyball-Karriere in seinem Heimatland Ungarn. Er spielte in der ersten ungarischen Liga bei Tungsram Budapest und absolvierte 96 Länderspiele für die ungarische Nationalmannschaft. 1985 verließ er seine Heimat, ging nach Deutschland und spielte zunächst beim MTV Celle. 1986 wechselte er nach Belgien zu Rembert Saxon Torhout und wurde dort 1988 belgischer Pokalsieger. Danach spielte er von 1988 bis 1996 wieder in Deutschland sehr erfolgreich beim Moerser SC. Hier wurde er 1990 CEV-Pokalsieger, 1992 Deutscher Meister sowie 1991 und 1993 Deutscher Pokalsieger. In den Ranglisten des deutschen Volleyballs erzielte er viele Jahre Spitzenplätze in den Kategorien „Aufschlag“ und „Angriff“. 1992 wurde „Hammer-Schorsch“ zum Volleyballer des Jahres gewählt. In der deutschen Nationalmannschaft lief es für den oft eigenwilligen Georg Grozer nicht so rund: Wegen Differenzen mit dem Bundestrainer kam er hier auf lediglich 19 Einsätze. Grozer wurde 1992 vom Hamburger Abendblatt als „nicht nur der schlaggewaltigste deutsche Volleyballspieler“, sondern auch der „als der exzentrischste, vor allem aber bestbezahlte“ bezeichnet.
Grozer war von 2006 bis 2008 auch Trainer des Moerser SC. In der Saison 2011/12 trainierte er den Zweitligisten A!B!C Titans Berg. Land. Er ist mit Timea verheiratet, mit der er vier Kinder hat: Georg, Tom, Dora und Tim, die auch alle sehr erfolgreich Volleyball spielen.